# The Outrage
The Outrage (bra: Quatro Confissões; prt: O Ultraje) é um filme de drama e faroeste estadunidense de 1964 dirigido por Martin Ritt para a Metro-Goldwyn-Mayer. É um remake de Rashomon, filme japonês de 1950, transpondo-se a ambientação do Japão feudal para o Velho Oeste. O roteiro adapta histórias de Ryūnosuke Akutagawa. O diretor Ritt utiliza flashbacks para narrar um julgamento de assassinato e estupro, com quatro versões contraditórias.

## Elenco
- Paul Newman...Juan Carrasco
- Laurence Harvey...Coronel Wakefield
- Claire Bloom...Nina Wakefield
- Edward G. Robinson...Vigarista
- William Shatner...Padre
- Howard Da Silva...Garimpeiro
- Albert Salmi...Xerife
- Thomas Chalmers...Juiz
- Paul Fix...Pajé índio

## Sinopse
Por volta de 1870, três viajantes se encontram numa estação ferroviária em ruínas no sudoeste dos Estados Unidos: um padre desiludido, um garimpeiro fracassado e um vendedor e jogador trapaceiro. O trem está atrasado então os três começam a conversar sobre um julgamento que houve na cidade. O padre e o garimpeiro assistiram ao ocorrido e aos poucos contam o que viram ao vendedor: o bandido mexicano Juan Carrasco confessou ter atacado um casal de viajantes sulistas, o ex-coronel confederado arruinado pela guerra Wakefield e sua esposa Nina, e depois estuprou a mulher e matou o homem. Quando sua condenação é certa, a mulher dá um depoimento com uma versão diferente, dizendo ter sido ela que matara o marido. Um pajé índio pede para depor e diz que foi possuído pelo espírito do marido que conta uma terceira versão da história, dizendo que na verdade ele se suicidara. Ao ouvir as três versões, o vendedor conclui que todas são mentirosas e que apenas o garimpeiro, que diz ter encontrado o corpo do coronel e avisado ao xerife, sabe o que aconteceu realmente e guardara segredo.